# Chemiserie Niguet
La chemiserie Niguet est un magasin Art nouveau édifié à Bruxelles par l'architecte Paul Hankar.

## Localisation
La chemiserie Niguet est située à Bruxelles, au numéro 13 de la rue Royale, à quelques pas du parc de Bruxelles.

## Historique
C'est en 1896 que Paul Hankar réalisa cette magnifique devanture commerciale pour le chemisier A. Niguet.
Classé depuis 1984, le magasin a été restauré par la Ville de Bruxelles, qui en est propriétaire, et accueille actuellement le fleuriste Daniel Ost, après avoir été longtemps occupé par la fleuriste Isabelle De Backer.

## Architecture
La chemiserie Niguet est une des rares devantures commerciales de style Art nouveau subsistant à Bruxelles, aux côtés de la taverne-restaurant le Falstaff conçue par E. Houbion en 1903, du magasin Marjolaine de Léon Sneyers en 1904 et de la « pharmacie du Bon Secours » de Paul Hamesse.
Sensible à l'influence du mouvement anglais « Arts and Crafts » et amoureux du travail du bois, Hankar réalisa ici une devanture faite de boiseries en acajou au dessin exceptionnel.
La devanture adopte une composition tripartite unifiée par un large arc en anse de panier. La partie centrale de la devanture est occupée par la porte d'entrée surmontée d'une imposte richement décorée.
Paradoxalement, le dessin des boiseries relève plus de l'Art nouveau floral (la fameuse « ligne en coup de fouet » de Victor Horta) que de l'Art nouveau géométrique dont Hankar fut le chef de file en Belgique (tendance illustrée par exemple par les grandes fenêtres circulaires de l'Hôtel Ciamberlani).
Le dessin de la porte, d'une asymétrie audacieuse, est souligné par de remarquables ferronneries en laiton.
La devanture est surmontée de l'inscription « Chemiserie A. Niguet - Maison fondée en 1835 ».

## Décoration intérieure
Les travaux de restauration menés par la Ville de Bruxelles ont mis au jour un plafond fait de toiles peintes par le décorateur et sgraffiteur Adolphe Crespin qui collabora à de nombreuses reprises avec Paul Hankar (Maison Hankar, Hôtel Ciamberlani…).